# فرودگاه شهرستان مور (کارولینای شمالی)
فرودگاه مور کانتی (کارولینای شمالی) (به انگلیسی: Moore County Airport (North Carolina)) یک فرودگاه با کد یاتا SOP است که یک باند فرود آسفالت دارد و طول باند آن ۱۶۷۷ متر است. این فرودگاه در کشور ایالات متحده آمریکا قرار دارد و در ارتفاع ۱۴۰٫۵ متری از سطح دریا واقع شده‌است.